# Atami

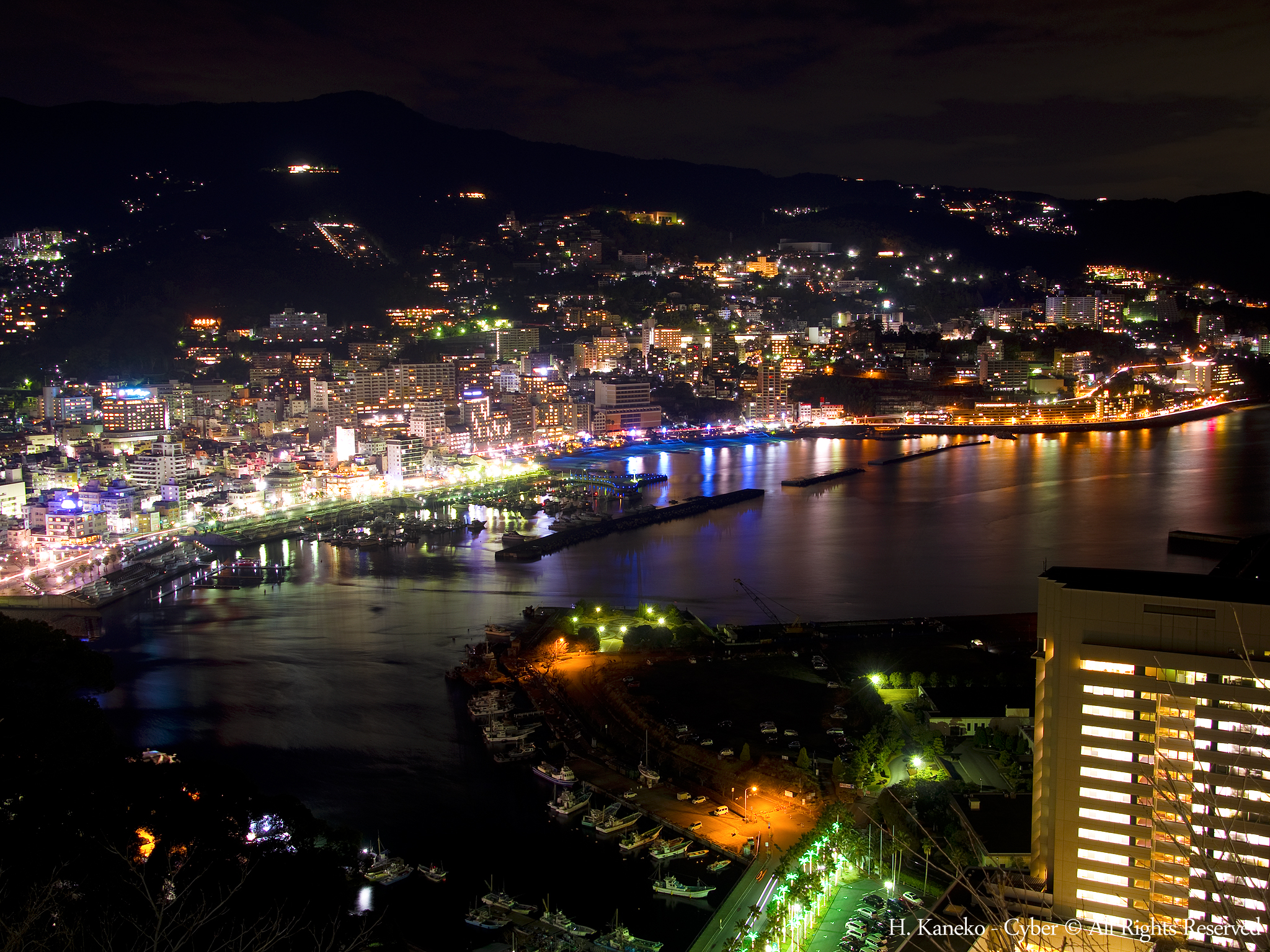

Atami (熱海市 -shi) é uma cidade japonesa localizada no extremo oriental da província de Shizuoka. É famosa pelas suas águas termais.
Em 2003 a cidade tinha uma população estimada em 42 057 habitantes e uma densidade populacional de 683,30 h/km². Tem uma área total de 61,55 km².
Recebeu o status de cidade a 10 de Abril de 1937.

## Património
- Museu Adulto de Atami - um dos últimos Hihokan —em japonês significa casa dos tesouros ocultos.[1]

## Cidades-irmãs
- Beppu, Japão
- Sanremo, Itália
- Cascais, Portugal
- Acapulco, México